# Valdir de Moraes
Valdir Joaquim de Moraes (Porto Alegre, 23 de novembro de 1931 — Porto Alegre, 11 de janeiro de 2020) foi um futebolista brasileiro, que atuava como goleiro.
Seu verdadeiro nome era Valdir Joaquim de Morais, com "i" (era assim que ele assinava), mas ficou conhecido como "Moraes" por engano.
Foi um dos melhores goleiros de sua época, e, apesar da baixa estatura, compensava com impulsão, presença, coragem, boa saída de gol, reflexo apurado e bom posicionamento, o que o tornou um dos mais completos camisas 1 da história do futebol brasileiro. É considerado um dos maiores guarda-metas do Palmeiras em todos os tempos.
É avô do ex-futebolista Danny Moraes.

## História
Valdir iniciou sua carreira em 1947, no Renner de Porto Alegre, clube pelo qual sagrou-se campeão gaúcho em 1954.
Chegou ao Palmeiras em 1958 e se tornou um dos maiores ídolos do time que se imortalizou naquela equipe conhecida como a Primeira Academia de Futebol. Foi importante em diversas conquistas pelo clube.
Foi um dos grandes destaques da Seleção Brasileira diante da Seleção Uruguaia na disputa da Taça Independência, em 1965, na inauguração do estádio do Mineirão em Belo Horizonte, quando o time completo do Palmeiras representou a Seleção Brasileira e venceu a celeste olímpica por 3 a 0.
Ao fim de sua carreira de jogador, tornou-se preparador de goleiros da equipe do Palmeiras. Foi auxiliar técnico da equipe paulistana.
Valdir Joaquim de Moraes faleceu em 11 de janeiro de 2020, aos 88 anos em Porto Alegre devido a falência múltipla dos órgãos.

## Títulos
Renner
- Campeonato Gaúcho: 1954

Palmeiras
- Campeonato Brasileiro: 1960, 1967 (Robertão) e 1967 (Taça Brasil)[4]
- Torneio Rio-São Paulo: 1965
- Campeonato Paulista: 1959, 1963 e 1966

Seleção Brasileira
- Campeonato Pan-Americano: 1956

### Premios individuais
- Melhor goleiro do Campeonato Paulista de Futebol: 1966